# Coracina ceramensis
Coracina ceramensis е вид птица от семейство Campephagidae.

## Разпространение
Видът е разпространен в Индонезия.